# Železniška postaja Grosuplje
Železniška postaja Grosuplje je ena izmed železniških postaj v Sloveniji, ki oskrbuje mesto Grosuplje. Predstavlja cepišče železniških prog Ljubljana–Novo mesto–Metlika in Grosuplje–Kočevje.
V letih 2021–2022 je bila izvedena prenova postaje, v sklopu katere so med drugim zgradili nova otočna perona in dva podhoda, nadgradili tire in tirne naprave ter obnovili postajno poslopje.